# Agrárolló
Az agrárolló az az agrártermelők számára kedvezőtlen helyzet, amikor egy közös bázishoz viszonyítva az ipari árszínvonal gyorsabb ütemben nő, mint a mezőgazdasági, vagyis az ipari és mezőgazdasági cserearányok a mezőgazdaság szempontjából kedvezőtlenül alakulnak.

## Kapcsolódó szócikk
- Nagy gazdasági világválság